# 大阪市立港晴小学校
大阪市立港晴小学校（おおさかしりつ こうせいしょうがっこう）は、大阪府大阪市港区にある公立小学校。
1961年に大阪市立八幡屋小学校から分離開校した。

## 沿革
- 1961年 - 大阪市立港晴小学校として開校。

## 通学区域
- 大阪市港区 港晴1丁目-5丁目。

卒業生は大阪市立築港中学校に進学する。

## 交通
- 地下鉄中央線 朝潮橋駅 南西へ約500m。